# Dominique Meens
Dominique Meens, né le 17 novembre 1951 à Saint-Omer,, est un écrivain et poète français.

## Œuvres sélectionnées
- La Noue dérivée, Folies d'encre, 1989.
- Toucan, Messidor, 1990.
- Ornithologie du promeneur, éd. Allia :
  - Livres I et II,  (ISBN 2-904235-89-2) 1995
  - Livre III,  (ISBN 2-911188-16-0) 1996
  - Livre IV et V,  (ISBN 2-911188-77-2) 1998
- Le Christ et la femme adultère, éd. Desclée de Brouwer, 2001.
- Le premier monde est une cage pleine d'oiseaux, cipM, 2003.
- Aujourd'hui je dors, P.O.L, 2003.
- Hors-sol, Comp'Act, 2004.
- Vues d'Anvers, Comp'Act, 2005.
- L'Aigle abolie, P.O.L, 2005.
- Aujourd'hui demain, P.O.L, 2007.
- L'Hirondelle, éd. L'Act Mem, 2009.
- Quelques lettres à Lord Jim, Cynthia 3000, 2009.
- Aujourd'hui ou jamais, P.O.L, 2009.
- Aujourd'hui rougie, P.O.L, 2010.
- Vers, P.O.L, 2012.
- Aujourd'hui tome [Gudrum Gudrum] deux, P.O.L, 2012.
- Dorman, P.O.L, 2014.
- Mes langues ocelles, P.O.L, 2016.
- L’Ile lisible, P.O.L, 2018
- Ni, Pontcerq, 2020.
- Pêche à pied, Pontcerq, 2024.

## Discographie
- Suite à Bercé, musique de Francis Gorgé
- Le Grand Leader, musique de Francis Gorgé, 1983
- Le pic, musique de Jean-Jacques Birgé, 1987
- Minutes de l'albigeois, musique de Francis Gorgé, 1989-2000
- Paysage-Départ musique de Francis Gorgé, 1992
- Mano a Mano avec Jacques Demarcq, musique de Francis Gorgé, 2004
- Aigles, Etc., musique de Francis Gorgé, 2005
- Avec les oiseaux avec Jacques Demarcq, musique de Francis Gorgé, 2011
- Les embrasseurs d'arbres avec Anneke Brassinga, musique de Francis Gorgé, 2011
- Le premier monde (opéra virtuel), musique de Francis Gorgé, mise en scène d'Abdul Alafrez, décors peints de Léa Duchman, 2014
  1. Les Huaronis
  2. Au Désert
  3. Nantigone à Singapour

- Plumes et Poils, Un Drame Musical Instantané, GRRR 2034 (Birgé - Gorgé - Meens), 2022

## Prix
- Prix Hercule de Paris 2004 pour Aujourd'hui je dors (P.O.L, 2003)